# مارک میلیگان
مارک میلیگان (انگلیسی: Mark Milligan؛ زاده ۴ اوت ۱۹۸۵) یک  بازیکن سابق فوتبال اهل استرالیا است.